# Dallas Roberts
Dallas Mark Roberts (Houston, 10 mei 1970) is een Amerikaans acteur.

## Biografie
Roberts is geboren en opgegroeid in Houston waar hij de high school volgde, hierna verhuisde zijn familie naar Sarasota waar hij zijn high school afmaakte. In 1990 werd hij geaccepteerd aan de Juilliard School in New York waar hij in 1994 zijn diploma haalde. 
Roberts begon in 1994 met acteren in de televisieserie New York Undercover. Hierna heeft hij nog meerdere rollen gespeeld in televisieseries en films zoals Walk the Line (2005), Joshua (2007), 3:10 to Yuma (2007), The L Word (2006-2009) en The Good Wife (2010-2011).
Roberts is ook actief in het theater, voornamelijk off-Broadway. Hij heeft eenmaal opgetreden op Broadway, in 2005 speelde hij in het toneelstuk The Glass Menagerie.
Roberts is getrouwd en heeft twee zonen.

## Filmografie

### Films
Uitgezonderd korte films.
- 2022 Outpost - als ranger Dan
- 2022 Glass Onion: A Knives Out Mystery - als Devon Debella
- 2019 Motherless Brooklyn - als Danny Fantl
- 2017 My Friend Dahmer - als Lionel Dahmer
- 2017 Mayhem - als de dood
- 2016 All the Birds Have Flown South - als Jimmy
- 2016 Geezer - als Mickey
- 2016 Ordinary World - als Mickey
- 2015 Evil Men - als Harry Killas
- 2013 Dallas Buyers Club – als David Wayne
- 2012 Shadow People – als Charlie Crowe
- 2011 The Factory – als Gary Gemeaux
- 2011 The Grey – als Hendrick
- 2010 The River Why – als Titus
- 2009 Tell-Tale – als de chirurg
- 2009 Lightbulb – als Matt
- 2009 Shrink – als Patrick
- 2007 3:10 to Yuma – als Grayson Butterfield
- 2007 Lovely by Surprise – als Mopekey
- 2007 Joshua – als Ned Davidoff
- 2006 Flicka – als Gus
- 2006 Sisters – Dylan Wallace
- 2005 The Notorious Bettie Page – als Scotty
- 2005 Winter Passing – als Ray
- 2005 Walk the Line – als Sam Phillips
- 2004 A home at the End of the World – als Jonathan Glover
- 2004 Heavy Put-Away – als Art / Al / man
- 2003 The Lucky Ones – als Edison

### Televisieseries
Uitgezonderd eenmalige gastrollen.
- 2024 Monsters: The Lyle and Erik Menendez Story - als Dr. Jerome Oziel - 6 afl.
- 2022 Big Sky - als Richard Ford - 4 afl.
- 2021 American Rust - als Jackson Berg - 6 afl.
- 2018 - 2019 Insatiable - als Bob Armstrong - 22 afl.
- 2017 American Crime - als Carson Hesby - 6 afl.
- 2010 – 2016 The Good Wife – als Owen Cavanaugh – 14 afl.
- 2015 - 2016 Chicago P.D. - als Greg Yates - 2 afl.
- 2015 - 2016 Law & Order: Special Victims Unit - als Greg Yates - 4 afl.
- 2013 - 2015 Unforgettable - als Eliot Delson - 28 afl.
- 2012 – 2013 The Walking Dead – als Milton Mamet – 10 afl.
- 2010 Rubicon – als Miles Fiedler – 13 afl.
- 2006 – 2009 The L Word – als Angus Partridge – 25 afl.

- Biblioteca Nacional de España: XX5469594
- Bibliothèque nationale de France: cb16744973p (data)
- Gemeinsame Normdatei: 1061248674
- International Standard Name Identifier: 0000 0004 3073 7759
- Library of Congress Control Number: no2004070673
- Nationale Bibliotheek van Tsjechië: xx0150758
- Nederlandse Thesaurus van Auteursnamen: 34133376X
- Virtual International Authority File: 36631266
- WorldCat: E39PBJtX4rJQ3yQX6gYKdQycfq